# Mnekachi
Mnekachi ist ein Verwaltungsbezirk (englisch Ward) des Distrikts Newala (TC) in der tansanischen Region Mtwara.

## Geografie
Mnekachi liegt im Südosten von Tansania, nordwestlich des Zentrums der Distrikthauptstadt Newala. Der Bezirk grenzt im Norden an Nakahako, im Nordosten an Chitekete, im Osten an Makonga, im Süden an Tulindane und Nangwala und im Westen an Mitesa und Lulindi. Bei der Volkszählung 2022 lebten 6703 Menschen in 2095 Haushalten auf einer Fläche von 62 Quadratkilometern.

## Gliederung
Der Bezirk besteht aus fünf Stadtteilen (Mtaa):
- Nambunga
- Chiwambo
- Mkoma I
- Imani
- Kazamoyo

## Infrastruktur
- Bildung: Die Nambunga Secondary School ist eine staatliche weiterführende Schule, die als Tagesschule Jugendliche bis zur 4. Stufe ausbildet.[7]
- Gesundheit: Im Stadtteil Mkoma befindet sich eine staatliche Apotheke.[8] Im Jahr 2021 wurde mit dem Bau eines Gesundheitszentrums begonnen.[9]